# Недільнянка
Недільнянка — річка в Україні у Самбірському районі Львівської області. Права притока річки Топільниці (басейн Дністра).

## Опис
Довжина річки приблизно 8,56 км, найкоротша відстань між витоком і гирлом — 6,09  км, коефіцієнт звивистості річки — 1,41 . Формується багатьма струмками.

## Розташування
Бере початок на північно-західних схилах гори Крулики (812,6 м). Спочатку тече переважно на північний захід через село Недільна, далі тече переважно на південний захід і у селі Топільниця впадає у річку Топільницю, праву притоку річки Дністра.

## Цікаві факти
- Від витоку річки на північно-східній стороні на відстані приблизно 1,75 км розташоване заповідне урочище Підбуж[2].